# Bourgneuf (Charente Marítim)
Bourgneuf és un municipi francès situat al departament del Charente Marítim i a la regió de la Nova Aquitània. L'any 2007 tenia 1.061 habitants.

## Demografia

### Població
El 2007 la població de fet de Bourgneuf era de 1.061 persones. Hi havia 400 famílies de les quals 56 eren unipersonals (16 homes vivint sols i 40 dones vivint soles), 164 parelles sense fills, 152 parelles amb fills i 28 famílies monoparentals amb fills.
La població ha evolucionat segons el següent gràfic:
Habitants censats

### Habitatges
El 2007 hi havia 421 habitatges, 395 eren l'habitatge principal de la família, 9 eren segones residències i 17 estaven desocupats. 419 eren cases i 1 era un apartament. Dels 395 habitatges principals, 362 estaven ocupats pels seus propietaris, 29 estaven llogats i ocupats pels llogaters i 4 estaven cedits a títol gratuït; 9 tenien dues cambres, 24 en tenien tres, 124 en tenien quatre i 238 en tenien cinc o més. 333 habitatges disposaven pel capbaix d'una plaça de pàrquing. A 127 habitatges hi havia un automòbil i a 263 n'hi havia dos o més.

### Piràmide de població
La piràmide de població per edats i sexe el 2009 era:
| Homes | Edats   | Dones |
| ----- | ------- | ----- |
| 0     | 95 o +  | 0     |
| 0     | 90 a 94 | 0     |
| 0     | 85 a 89 | 8     |
| 4     | 80 a 84 | 12    |
| 16    | 75 a 79 | 12    |
| 0     | 70 a 74 | 0     |
| 12    | 65 a 69 | 4     |
| 28    | 60 a 64 | 12    |
| 60    | 55 a 59 | 40    |
| 36    | 50 a 54 | 72    |
| 60    | 45 a 49 | 64    |
| 32    | 40 a 44 | 48    |
| 28    | 35 a 39 | 28    |
| 40    | 30 a 34 | 24    |
| 28    | 25 a 29 | 32    |
| 48    | 20 a 24 | 40    |
| 40    | 15 a 19 | 56    |
| 24    | 10 a 14 | 28    |
| 20    | 5 a 9   | 32    |
| 28    | 0 a 4   | 24    |

## Economia
El 2007 la població en edat de treballar era de 745 persones, 515 eren actives i 230 eren inactives. De les 515 persones actives 477 estaven ocupades (235 homes i 242 dones) i 38 estaven aturades (21 homes i 17 dones). De les 230 persones inactives 114 estaven jubilades, 74 estaven estudiant i 42 estaven classificades com a «altres inactius».

### Ingressos
El 2009 a Bourgneuf hi havia 394 unitats fiscals que integraven 1.052 persones, la mediana anual d'ingressos fiscals per persona era de 21.137 €.

### Activitats econòmiques
Dels 34 establiments que hi havia el 2007, 2 eren d'empreses de fabricació d'altres productes industrials, 10 d'empreses de construcció, 8 d'empreses de comerç i reparació d'automòbils, 1 d'una empresa de transport, 1 d'una empresa d'informació i comunicació, 2 d'empreses financeres, 1 d'una empresa immobiliària, 5 d'empreses de serveis, 1 d'una entitat de l'administració pública i 3 d'empreses classificades com a «altres activitats de serveis».
Dels 10 establiments de servei als particulars que hi havia el 2009, 1 era un taller de reparació d'automòbils i de material agrícola, 2 paletes, 1 fusteria, 1 lampisteria, 2 electricistes, 1 empresa de construcció i 2 perruqueries.
L'únic establiment comercial que hi havia el 2009 era una botiga de menys de 120 m².
L'any 2000 a Bourgneuf hi havia 6 explotacions agrícoles.

## Equipaments sanitaris i escolars
El 2009 hi havia una escola elemental.

## Poblacions més properes
El següent diagrama mostra les poblacions més properes.